# Ziehl-Neelsen-kleuring

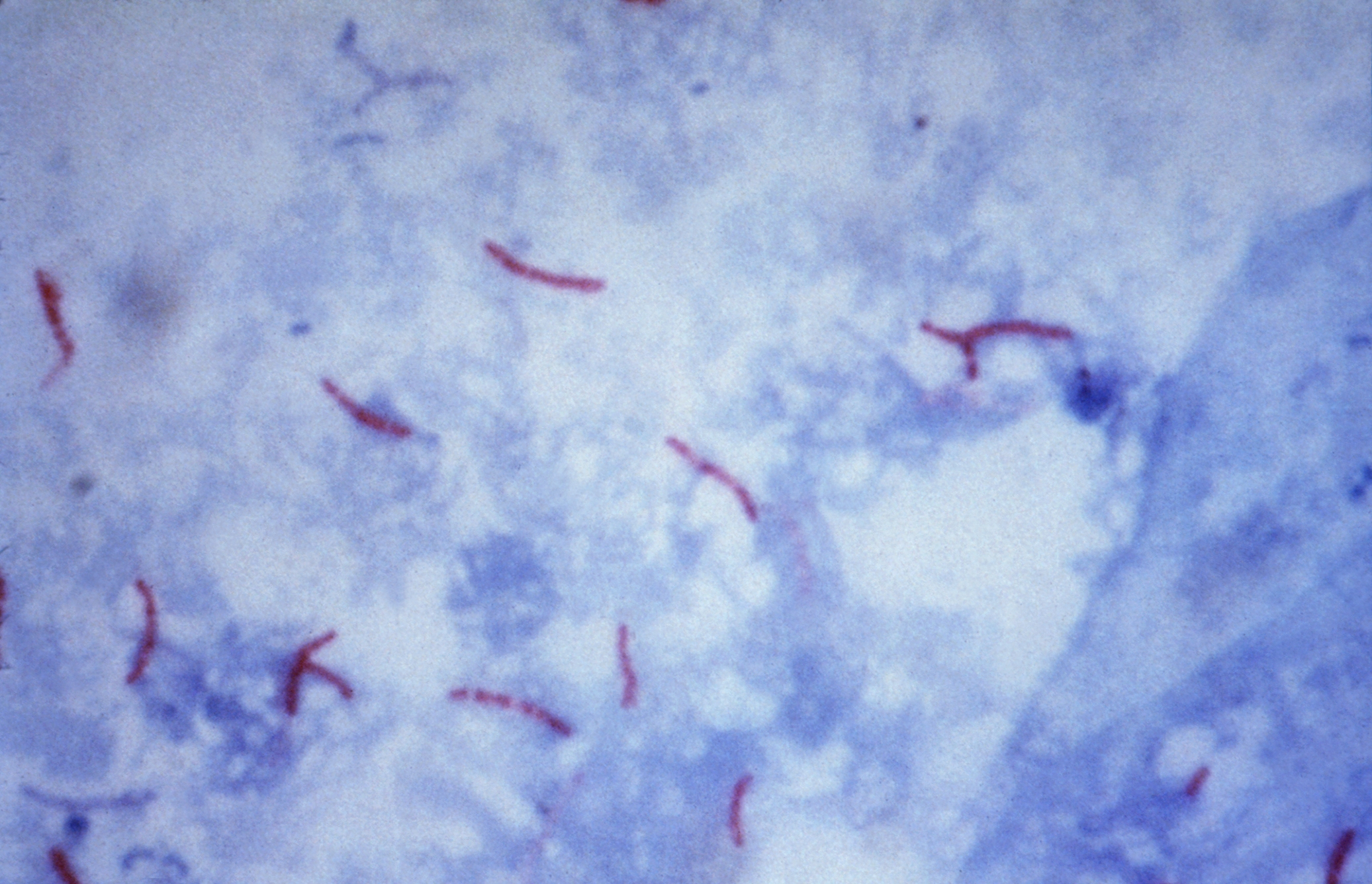
Ziehl-Neelsen-kleuring van Mycobacterium tuberculosis

De Ziehl-Neelsen-kleuring is een histologische kleurmethode die door de Duitse bacterioloog Franz Ziehl en patholoog Friedrich Neelsen ontwikkeld werd. Het is een kleuring die zuurvaste mycobacteriën aankleurt. Daarnaast kan ze ook gebruikt worden voor de kleuring van Nocardia en Rhodococcus. De kleurprocedure van Ziehl en Neelsen bevat carbolfuchsine, zoutzure alcohol (5% zoutzuur in alcohol 96%) en methyleenblauw. Door de aanwezigheid van mycolzuur (een vetzuur) in de celwand van mycobacteriën zijn deze in staat kleurstof vast te houden waar de meeste andere bacteriën ontkleurd worden door behandeling met bijvoorbeeld zoutzure alcohol. 

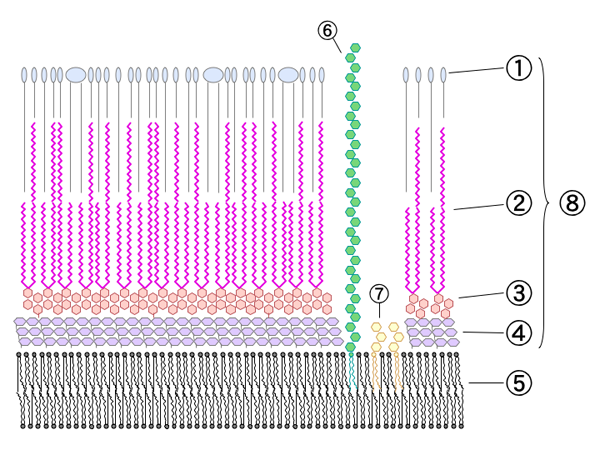
Mycobacteriële celwand: 1. lipiden, 2. mycolzuur, 3. polysachariden (arabinogalactaan), 4. peptideglycaan, 5. plasmamembraan, 6. lipoarabinomannaan (LAM), 7. fosfatidyl-inositolmannoside, 8. celwandskelet

## Protocol
1. 5 min verwarmen met carbolfuchsine
2. voorzichtig wassen met water
3. ontkleuren met zoutzure alcohol
4. voorzichtig wassen met water
5. 2 min tegenkleuring met methyleenblauw
6. Resultaat: zuurvaste bacteriën blijven rood, niet-zuurvaste worden blauw